# Typon
 (décembre 2018).
Si vous disposez d'ouvrages ou d'articles de référence ou si vous connaissez des sites web de qualité traitant du thème abordé ici, merci de compléter l'article en donnant les références utiles à sa vérifiabilité et en les liant à la section « Notes et références ».
Le typon est un masque, composé d'une feuille transparente, sur laquelle est imprimé un motif, dans une encre opaque.

## Imprimerie
En imprimerie, le typon est l'ensemble des films qui permet d'insoler, puis de graver chimiquement la plaque qui servira à imprimer en offset. C'est la dernière étape avant l'impression proprement dite.

## Électronique
En électronique, le typon désigne le masque transparent sur lequel sont imprimées les pistes, dans une encre opaque aux ultraviolets, permettant de réaliser un circuit imprimé par photogravure soustractive. Le typon sert lors de l'insolation de la plaque pré-sensibilisée. Il faut savoir que la plaque avant insolation est composée de 3 couches (habituellement, pour un circuit simple-face) :
- Le support en bakélite (ne convient pas pour des fréquences très élevées[ref 1]) ou époxy FR-4 (isolant et résistant mécaniquement)
- un substrat en cuivre
- une pellicule protectrice de résine photosensible

Le typon est placé sur la résine de la plaque. On éclaire alors cette dernière à la lumière ultraviolette : là où le masque (typon) est opaque, la résine est laissée inerte et intacte (si celle-ci est une résine dite "positive"). Derrière les zones transparentes, la résine est polymérisée par les ultraviolets, ce qui la rend soluble.
On retire ensuite le typon et on trempe la plaque dans un révélateur : la résine polymérisée est arrachée de son support de cuivre, laissant ce dernier à nu, tandis que la résine inerte reste accrochée sur le cuivre et le protège.
La plaque est gravée par trempage dans une solution corrosive (en général, avec du perchlorure de fer) qui dissout le cuivre, sauf aux endroits protégés par la résine encore présente (qui correspondent aux parties opaques du typon). Finalement, il ne reste plus que les pistes de cuivre recouvertes par de la résine.
Le lift-off consiste à nettoyer la plaque avec de l'acétone pour retirer les derniers résidus de résine (laissant à nu les pistes de cuivre sur lesquelles on pourra souder).
Nota : afin de protéger le circuit imprimé, on peut l'étamer.